# ليز تراس
ماري إليزابيث ليز تراس (مواليد 26 يوليو 1975 في أكسفورد) سياسية بريطانية شغلت منصب رئيس وزراء المملكة المتحدة وزعيم حزب المحافظين في الفترة من 5 سبتمبر 2022 حتى إعلان استقالتها بعد 44 يومًا من توليها المنصب في 20 أكتوبر 2022، وهي عضوة في البرلمان عن جنوب غرب نورفوك منذ 2010. شغلت ليز تراس مناصب وزارية مختلفة في عهد رؤساء الوزراء ديفيد كاميرون وتيريزا ماي وبوريس جونسون، كان آخرها وزيرة للخارجية من 2021 إلى 2022. وهي آخر رئيس وزراء بريطاني من بين خمسة عشر رئيسًا خدموا في عهد الملكة إليزابيث الثانية، التي توفيت في 8 سبتمبر 2022 بعد يومين من تعيينها في المنصب.
التحقت تراس بكلية ميرتون أكسفورد، حيث كانت رئيسة حزب الديمقراطيين الليبراليين بجامعة أكسفورد. تخرجت من جامعة أكسفورد عام 1996، ثم انضمت إلى حزب المحافظين. عملت في المبيعات وكخبير اقتصادي، وشغلت منصب نائب مدير مركز الأبحاث الإصلاح قبل أن تصبح عضوًا في البرلمان في الانتخابات العامة لعام 2010. بصفتها نائب دعت تراس إلى الإصلاح في عدد من مجالات السياسة بما في ذلك رعاية الأطفال وتعليم الرياضيات والاقتصاد. أسست مجموعة المشاريع الحرة لأعضاء البرلمان المحافظين، وألّفت عددًا من الأوراق والكتب أو شاركت في تأليفها.
شغلت تراس منصب وكيل الوزارة البرلماني لرعاية الأطفال والتعليم في الفترة من 2012 إلى 2014، قبل تعيينها في مجلس الوزراء من قبل رئيس الوزراء ديفيد كاميرون كوزير دولة لشؤون البيئة والغذاء والشؤون الريفية في التعديل الوزاري لعام 2014. على الرغم من أنها كانت من المؤيدين البارزين لحملة «بريطانيا أقوى في أوروبا» الفاشلة لبقاء المملكة المتحدة في الاتحاد الأوروبي في استفتاء عام 2016 فقد جاءت لدعم خروج بريطانيا من الاتحاد الأوروبي بعد النتيجة.
بعد استقالة كاميرون في يوليو 2016 تم تعيينها وزيرة دولة للعدل والمستشار اللورد من قبل تيريزا ماي لتصبح أول سيدة مستشارة في تاريخ المكتب الذي يمتد لألف عام. بعد الانتخابات العامة لعام 2017 تم تعيين تراس السكرتير الأول للخزانة. بعد استقالة ماي في عام 2019 دعمت تراس محاولة بوريس جونسون الناجحة ليصبح زعيم حزب المحافظين. بعد أن تم تعيين جونسون رئيس للوزراء عيّن تراس وزيرة دولة للتجارة الدولية ورئيسًا لمجلس التجارة، قبل أن يعينها وزيرة للخارجية في عام 2021 لتحل محل دومينيك راب. وهي أول وزيرة خارجية من حزب المحافظين وثاني وزيرة خارجية بريطانية. تم تعيين تراس في منصب كبير مفاوضي حكومة المملكة المتحدة مع الاتحاد الأوروبي ورئيس المملكة المتحدة لمجلس الشراكة بين الاتحاد الأوروبي والمملكة المتحدة في 19 ديسمبر 2021 خلفًا للورد فروست.
في فبراير 2022، حثت مجموعة من أعضاء البرلمان والنبلاء، بما في ذلك أندرو ميتشل، والسير إيان دنكان سميث، واللورد هاين، والسير سايمون هيوز، والسير بيتر بوتوملي وستيفن كينوك، حيث حثت ليز تروس على معاقبة مدير ديوان حاكم دبي محمد الشيباني. جاءت الدعوة إلى معاقبة الإماراتي بسبب «الاضطهاد الذي تفرضه الدولة» على رجلي الأعمال البريطانيين، ريان كورنيليوس وشريكه في الأعمال تشارلز ريدلي. قضى الرجلان أكثر من 14 عامًا في سجن دبي، بعد تمديد العقوبة الأصلية البالغة 10 سنوات إلى 20 عامًا إضافية، بتهمة الاحتيال التي تنطوي على قرض بقيمة 500 مليون دولار مأخوذة من بنك دبي الإسلامي (DIB). دعا النبلاء والنواب ليز تروس إلى محمد الشيباني المكلفه بفرض عقوبات بموجب لوائح عقوبات حقوق الإنسان العالمية في المملكة المتحدة ولوائح عقوبات مكافحة الفساد العالمية.
في يونيو 2022، سألت لجنة من أعضاء البرلمان ليز تروس عن علاقات المملكة المتحدة مع دول الخليج. شكك النائب العمالي كريس براينت في أهداف سياستها الخارجية فيما يتعلق بالخليج، كما أثار قضية مقتل جمال خاشقجي بناءً على أوامر مزعومة من محمد بن سلمان. وصفت تروس دول الخليج بأنها «شركاء» و«حلفاء مهمون» للمملكة المتحدة، مشيرة إلى أن تركيزها في الوقت الحالي هو «التهديد من روسيا». وسألت براينت عما إذا كان تروس قد أثار في أي وقت مخاوف حقوق الإنسان مع الخليج، لكنها نفت إعطاء تفاصيل عن المناقشات الخاصة.
في 5 سبتمبر 2022 انتخب حزب المحافظين ليز تراس لزعامة الحزب ولرئاسة الوزراء خلفا لبوريس جونسون لتصبح ثالث امرأة تتولى هذا المنصب.